# Тиле, Герман фон
Карл Герман фон Тиле (нем. Hermann von Thiele;  19 декабря 1812, Берлин — 26 декабря 1889, там же) — немецкий государственный и дипломатический деятель, первый статс-секретарь имперского ведомства иностранных дел кайзеровской Германии (министр иностранных дел) (1871 — 1872).

## Биография
Сын прусского генерала  Адольфа Эдварда фон Тиле, племянник Людвига Густава фон Тиле, генерала от инфантерии.
С 1837 года — на дипломатической службе Королевстве Пруссия. В 1838 году впервые работал за границей в Риме. Побывал в Афинах, Берне, Вене и Лондоне, прежде чем был назначен посланником при Святом Престоле в Риме в 1854 году, сменив на этом посту Христиана Карла Йосиаса фон Бунзена. В 1862 году был назначен заместителем статс-секретаря в министерстве иностранных дел Пруссии.
С 21 марта 1871 по 30 сентября 1872 года занимал пост статс-секретаря имперского ведомства иностранных дел кайзеровской Германии (министра иностранных дел).
В качестве статс-секретаря обладал меньшей властью в области внешней политики, чем канцлер Отто фон Бисмарк.
Был женат на Оттилии, дочери медика Карла-Фердинанда фон Грефе и сестре Альбрехта фон Грефе. 